# Knottenried (Immenstadt im Allgäu)

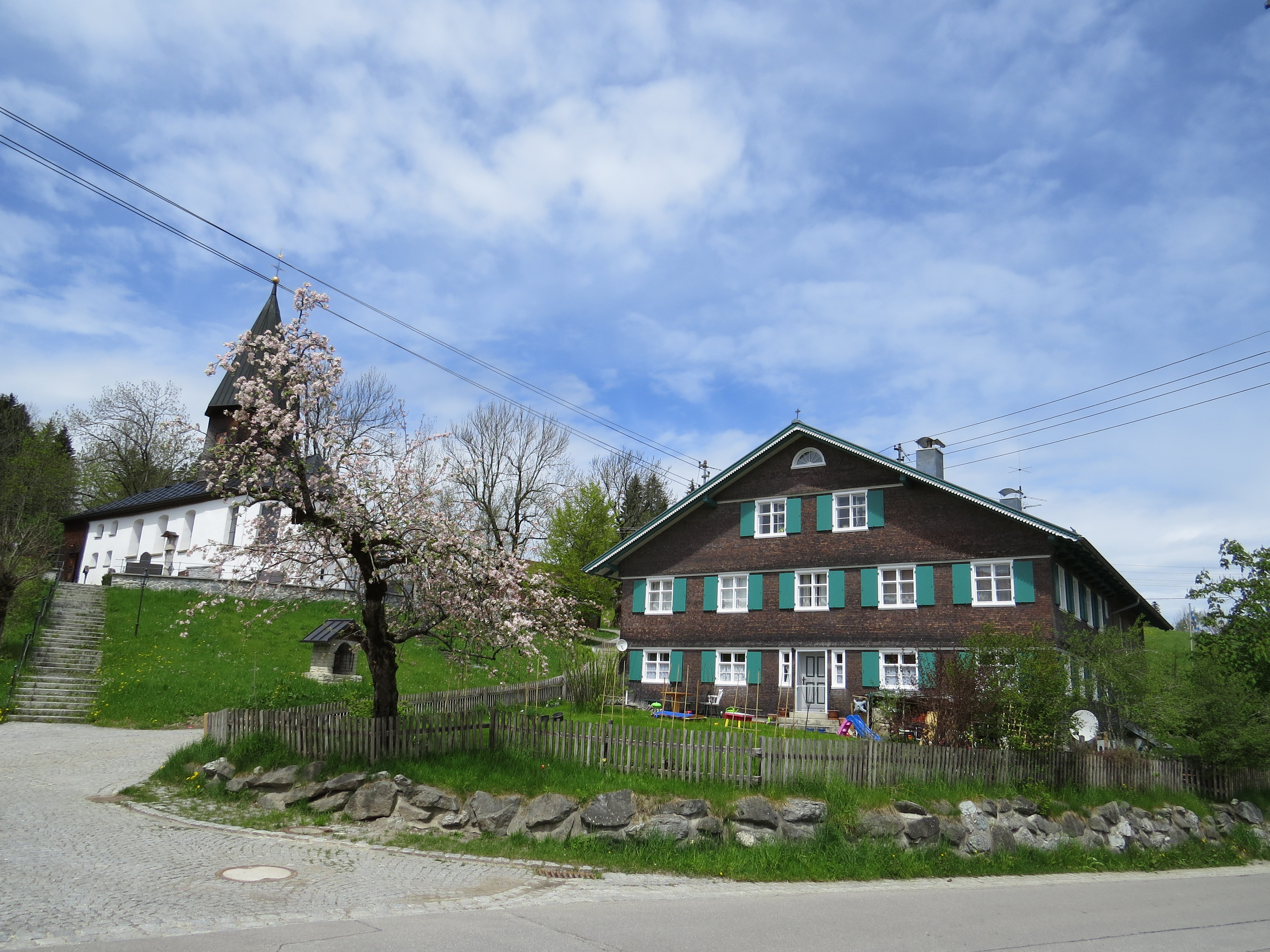
Das denkmalgeschützte Gebäudeensemble der Pfarrkirche St. Oswald mit dem Pfarrhof

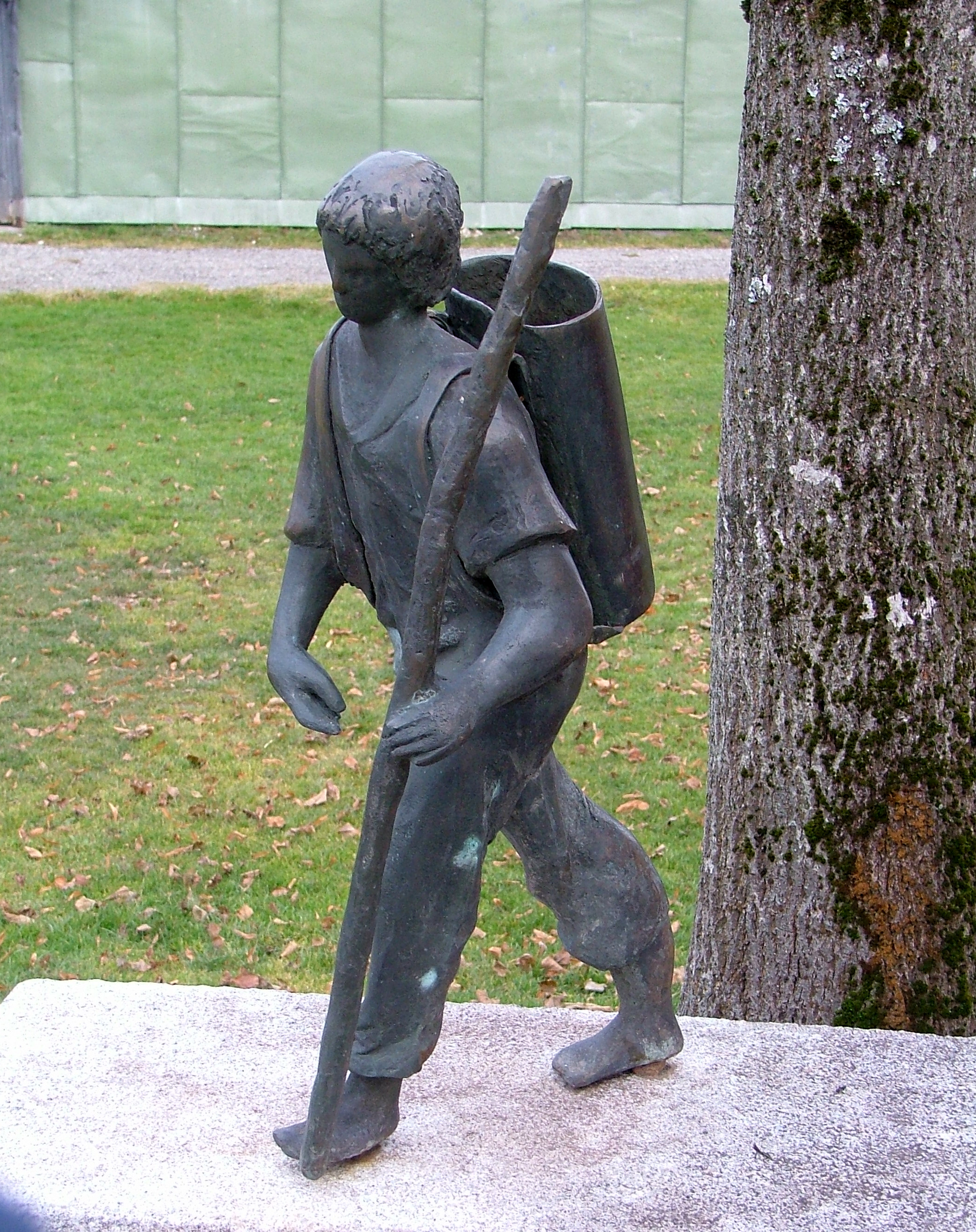
„Bauer mit Milchbutte“. Bronzeskulptur am Dorfplatz zur Erinnerung an die Flurbereinigung 1983–1984

Das Pfarrdorf Knottenried ist ein Ortsteil der Stadt Immenstadt im Allgäu im Landkreis Oberallgäu.

## Geografie

### Lage
Knottenried liegt im sogenannten Bergstättgebiet nördlich von Immenstadt im landschaftlichen Vorbehaltsgebiet „Bergland der Faltenmolasse zwischen Buchenberg und Oberstaufen“.
Die Pfarrei Knottenried wird im Norden zur Pfarrei Diepolz, im Osten zur Gemeinde Waltenhofen, im Südosten zur Gemarkung Akams, im Südwesten zur Gemarkung Bühl und im Westen zur Gemeinde Missen begrenzt.
Der Höhenfestpunkt für Knottenried ist in die Mauer der Pfarrkirche eingeschlagen und liegt auf 1003 m über NHN. Der mit 1056 m ü. NHN höchste Punkt der Pfarrei ist westlich von Knottenried auf der im amtlichen Grundbeschrieb als „Prageck“ benannten Flurbezeichnung. Der tiefste Punkt ist das Mühlbach-Tobel südlichöstlich von Reute am Übergang zur Gemarkung Akams mit 900 m über NHN.
Das größte zusammenhängende Waldgebiet Knottenrieds ist der Stixnerwald.
Knottenried wird von der Europäischen Hauptwasserscheide durchzogen. Flusssystem des Rheins: Im Nord-Westen entspringt der Luibach, welcher sich im weiteren Verlauf mit dem Kirchholzbach zum Börlasbach vereinigt. Im Südwesten entspringen Haselbach, Haustobelbach und Westenrieder Bach, welche sich zum Stixnerbach vereinigen. Stixnerbach und Börlasbach bilden im weiteren Verlauf die Untere Argen. Flusssystem der Donau: Im Süden entspringt der Akamser Mühlbach (fließt bei Unterluitharz in den Hölltobelbach) und im Norden entspringt der Mühlbach.

### Ortsteile
Zur Pfarrei Knottenried gehören neben dem Pfarrdorf Knottenried auch der Weiler Reute, einige Einzelsiedlungen, darunter die als Westenried bekannte Einöde.
Die Einöde Oberstixner gehörte ursprünglich ebenfalls zu Knottenried. Im Jahre 1938 bahnte sich eine Umgemeindung des Anwesens an, als der damalige Besitzer einen Antrag zur Eingemeindung in die Gemeinde Missen stellte. Die Verhandlungen zogen sich 10 Jahre hin. Die Forderung der Gemeinde Diepolz auf Abfindung in Höhe von 750 DM wurde am 27. März 1949 vom Gemeinderat Missen einstimmig genehmigt. Die Gemeinde Missen zahlte 350 DM und der Oberstixner 400 DM. Außerdem lieferte der Oberstixner der Gemeinde Missen 10 m³ Kies. Die Eingemeindung trat zum 1. Oktober 1949 in Kraft.
Ende des 17./Anfang des 18. Jahrhunderts gehörte auch das Dorf Luitharz, zumindest ein Teil davon, zur „Knottenrieder Pfarr“. Im Jahre 1789 sind 2 Luitharzer Anwesen an der Knottenrieder Vereinödung beteiligt.

## Geschichte

### Würm-Eiszeit
Es ist unzweifelhaft, dass Würmeis einerseits von der Passhöhe bei Diepolz, andererseits über den Stixnerpass hinüberfloss. Der westliche Teil der zwischen Knottenried und Missen gelegenen Erhebung ragte offenbar über das Eis empor. Noch heute ist in der Gegend um Knottenried die bearbeitende Kraft des strömenden Eises an den Geländeformen erkennbar.

### Antike
Von Gestratz aus verlief in südöstliche Richtung über Weitnau, Waltrams und Freundpolz eine via diversoria oder eine römische Verbindungsstraße, welche wahrscheinlich bei Eckarts und Werdenstein oder weiter oben zwischen Immenstadt und Rauhlaubenberg an die dort verlaufende Gebirgsstraße angebunden war. Die Anwesenheit antiker Völker, wie Römer oder Kelten, in Knottenried und Reute lassen sich lediglich durch Funde in den benachbarten Orten Freundpolz (Grabhügel, goldener römischer Ring) und Göhlenbühl (Schanze, bronzene Fibel) vermuten.
Der Ursprung der Ortschaften Knottenried und Reute lässt sich geschichtlich nicht fassen. Das Gebiet wurde von den Alamannen in Besitz genommen und durch Rodung urbar gemacht. Als herrschaftliche Träger der Rodung kommen die Welfen in Betracht. Zur Zeit der Christianisierung soll der erste Kirchenbau in Knottenried auf einem heidnischen Kultplatz errichtet worden sein.

### Mittelalter
Im Jahre 1090 kamen mit Zaumberg wahrscheinlich auch Knottenried und Reute als Schenkung an das Kloster Weingarten.
Die erste bekannte Erwähnung der Pfarrei Knottenried stammt aus dem Jahr 1143. Am 9. April 1143 nahm Papst Innozenz II. das Kloster Weingarten samt dessen Besitzungen, worunter eine Anzahl namentlich aufgezählt werden, unter seinen besonderen Schutz. Darin heißt es: Zunberc cum suis appendiciis. Ecclesiam in Riet cum investitura (Zaumberg mit seinen Anhängen, die Kirche in Knottenried mit dem Einsetzungsrecht des Pfarrers).
Das Landgut Knottenried wurde anfänglich von Maierhof in Zaumberg aus mitverwaltet. Ab Mitte des 13. Jahrhunderts wurden für Knottenried ein eigener Maierhof und eine eigene Verwalter erwähnt. „Wer[nherus] et Petrus de Riet“ wurden am 26. Mai 1269 gemeinsam mit „Petrus de Zunberc villicus (Maier)“ in zwei Weingartener Urkunden als Zeugen genannt. In der 2. Hälfte des 13. Jahrhunderts wird „Petrus in dem Riet“ in einem Abgabenverzeichnis der Abtei Weingarten als „de advocatia (von der Vogtei)“ erwähnt, ebenso Wernher. Darin wird auch erwähnt, dass in Knottenried ein Hof des Maiers (curia villici) und ein Lehen (feodum) existieren. 1349 übergab das Kloster Weingarten die Vogteirechte seiner Ländereien, also auch von Knottenried, auf Widerruf an Truchsess Otto von Waldburg. Von dem Knottenrieder Hof aus wurden später auch die Alpen der Abtei Weingarten im Lechtal verwaltet. So musste von 1368 bis 1537 der jährliche Lehenszins für die Hochalpe Wöster an den Hof in Knottenried entrichtet werden. Im 15. Jahrhundert wird der Knottenrieder Amann für Weingarten, Hans Haim, wird als Siegler von Weingartner Urkunden und als Zeuge mehrmals urkundlich erwähnt.

### Neuzeit

#### Frühe Neuzeit
Die Pfarrei Knottenried wird 1520 zusammen mit anderen Gütern ein Lehen der Edlen von Prassberg. Im Jahre 1538 verkaufte das Kloster Weingarten das Amt und Niedergericht Zaumberg-Knottenried an die Herrschaft Rothenfels.
Nach der Niederwerfung des Bauernaufstandes 1525 mussten sechs Knottenrieder Höfe jeweils 6fl. „Brandschatzung“-Entschädigungszahlungen an den schwäbischen Bund leisten.
1567 veräußerte Ulrich von Montfort die Grafschaft Rothenfels und die Herrschaft Staufen für 150.000 Gulden, trotz eines höheren Gebotes von Erzherzog Ferdinand, an seinen Schwager Freiherr Johann Jakob von Königsegg.
Für die Verwaltung des Forstbezirks Knottenried wurde von den Grafen von Rothenfels ein Revierjäger eingesetzt, welcher seinen Sitz im „Hochgnädiger Herrschaft Jägerguth“ in Knottenried hatte. Bis heute hat sich für dieses Anwesen der Hausname „beim Jägar“ erhalten. Die Vermutung, dass es sich bei genanntem Jägergut um den ehemaligen Maierhof des Klosters Weingarten handelte, ist naheliegend jedoch nicht belegt. 1792 erlegte Graf Ernest von Königsegg-Rothenfels im Forstbezirk Knottenried den letzten Luchs in der Bergstätte.
Auch die Bauern der Grafschaft Königsegg-Rothenfels hatten Frondienste zu leisten. So wurde 1597 dokumentiert, dass die Pfarrei Knottenried für das Aufmachen und Fahren von Holz ins Schloss Rothenfels zu sorgen hatte. Im Gegenzug erhielt jeder Beteiligte für die Arbeit 1 Laib Brot, für den Transport zusätzlich ¼ Laib.
Acht Pfarreien der Grafschaft Königsegg-Rothenfels, darunter auch Knottenried, söhnten sich mit dem Grafen Georg von Königsegg-Rothenfels aus, nachdem es 1597, aufgrund gravierender Änderungen in der Besteuerung, zu einer Klageschrift an Kaiser Rudolf kam.
Durch den Ausbruch der Pest waren in Knottenried zeitweise nur noch 6 Häuser bewohnt.

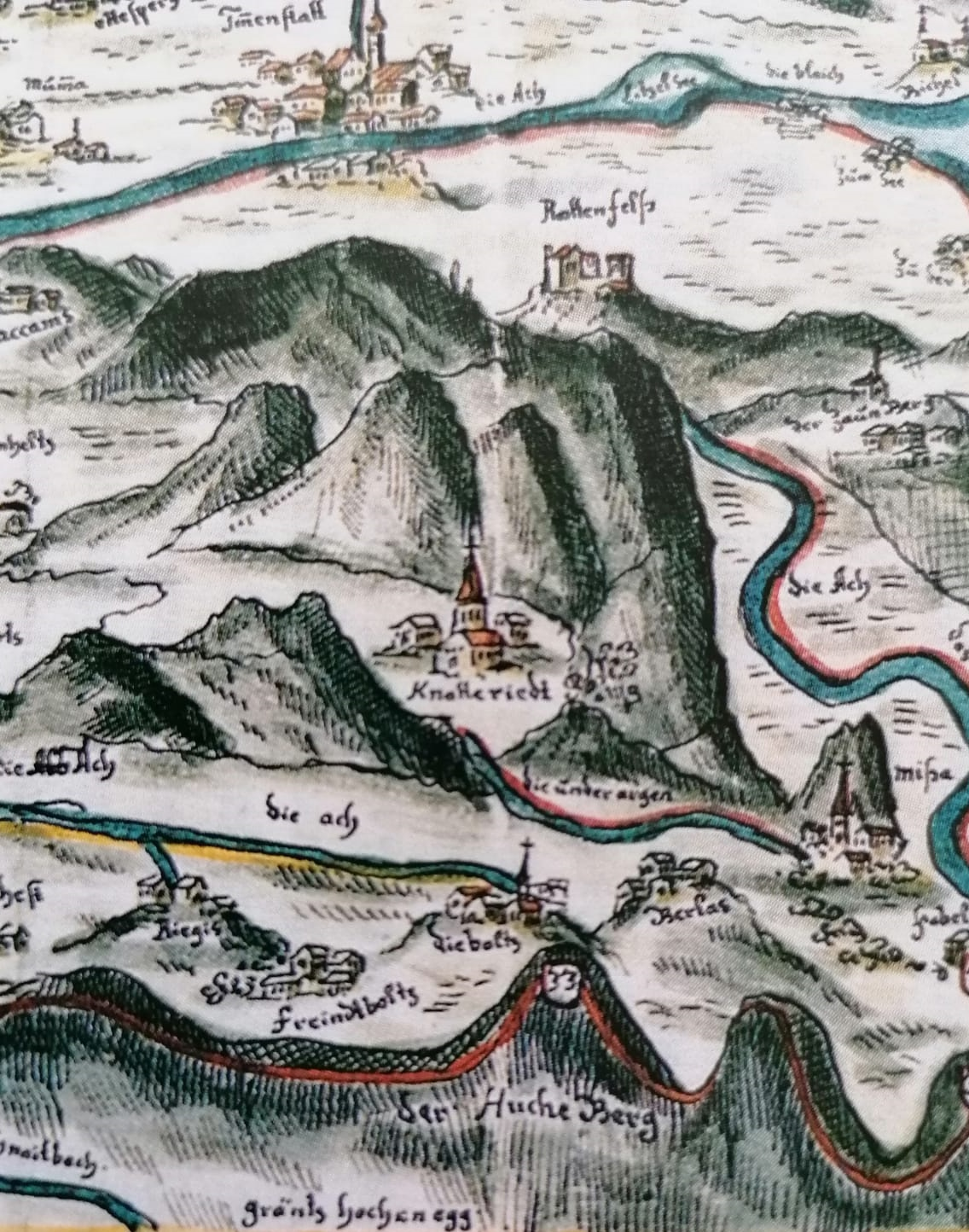
Knottenried in einer Karte der Grafschaft Königsegg-Rothenfels (um 1790)

Um die Brandgefahr im Ort herabzusetzen und eine zweckmäßigere Lage der Höfe zum Nutzland zu erreichen, wurde die Vereinödung 1766 in Reute und 1789 in Knottenried durchgeführt.

#### 19. Jahrhundert
Am 19. Januar 1804 tauschte Graf Franz Fidel zu Königsegg-Rothenfels, hoch verschuldet und von Krankheit gezeichnet, mit dem Kaisertum Österreich die Grafschaft Rothenfels gegen Krongüter in Ungarn. Die Pfarrei Knottenried wurde ein Teil von Vorderösterreich.
In dem Vertrag von Brünn wurde Knottenried und Reute im Jahre 1805 dem Königreich Bayern zugesprochen. Um einen Aufruhr gegenüber der neuen Herrschaft, wie im benachbarten Tirol, auszuschließen wurden im Jahre 1810 aus den Allgäuer Pfarreien insgesamt 177 Männer, darunter ein Bauer aus der Pfarrei Knottenried, als Geiseln in die Feste Bouillon in den Ardennen verschleppt.
1807 führte Bayern als erstes Land die Impfpflicht gegen Pocken ein. In Knottenried wurde eine Impfstation für die Orte der Pfarreien Akams, Diepolz, Knottenried und Missen eingerichtet.
Im Jahre 1815 waren alle im landärztlichen Distrikt Knottenried ansässigen „chirurgischen Individuen“ aufgerufen, sich dem landärztlichen Studium zu unterziehen. Ansonsten würde in den Distrikt ein „gebildeter Landarzt“ eingewiesen werden.
Im Zuge des Gemeindeedikts von 1818 durch Maximilian Joseph von Montgelas schloss man die bis dahin eigenständigen Hauptmannschaften Knottenried und Diepolz zur politischen Gemeinde Diepolz zusammen.

#### 20. Jahrhundert
Das Knottenrieder Schulhaus wurde 1912 eingeweiht. Der Schulbetrieb wurde 1963 eingestellt.
Im Ersten Weltkrieg musste die Pfarrei 2 Kirchenglocken zu Kriegszwecken abgeben und verlor 5 Gemeindemitglieder auf den Schlachtfeldern Europas.
Auf dem Höhenrücken zwischen Knottenried und Reute wurde vor dem 2. Weltkrieg – vermutlich 1938/1939 – eine von 23 Flugwachen des Flugwachenkommando (Fluko) Kempten errichtet. Diese bestand im Wesentlichen aus einem Postenstand mit Horcheinrichtung, Fernsprechstelle, Bereitschaftsraum und einer Melderose. Der Wachposten musste überfliegende Flugzeuge per Fernsprecher an das Fluko Kempten melden. Die Flugwache wurde mit ortsansässigen Soldaten, ab 1943 mit Luftwaffenhelferinnen besetzt. Die Helferinnen waren im Saal des Knottenrieder Gasthauses „Zur Rose“ einquartiert. Die Flugwache Knottenried wurde laut Eintrag im Kriegstagebuch des Fluko Kempten am 13. Oktober 1944 aufgelöst. Die Überreste der Flugwache wurden 1945 durch die Gemeinde versteigert.
Während des Zweiten Weltkriegs wurden im Rahmen der Kinderlandverschickung Kinder und Jugendliche aus luftkriegsgefährdeten Städten auch in Knottenried untergebracht.
Im Zweiten Weltkrieg musste Knottenried eine Kirchenglocke zu Kriegszwecken abliefern, die Pfarrei hatte vier Gefallene zu beklagen. Zu Kriegsende wurde vom Volkssturm im Burgstall bei Knottenried aus Bäumen eine Panzersperre errichtet. Die Bäume wurden jedoch in der Nacht durch die einheimische Bevölkerung wieder weggeräumt. Am Tag darauf rückten französische Soldaten ein. Im Mai 1945 beschützten serbische Kriegsgefangene aus dem Kriegsgefangenenlager Stalag VII B Memmingen, welche zur Feldarbeit eingesetzt wurden, in Reute die Bevölkerung vor Übergriffen der französischen Soldaten.
Im Zuge der Gebietsreform in Bayern wurde Knottenried am 1. Januar 1972 in die Stadt Immenstadt im Allgäu eingegliedert.
Als Reaktion auf die Flüchtlingskrise in Europa 2015/2016 wurde die für den Grenzabschnitt zwischen Lindau am Bodensee und Freilassing zuständige Bundespolizei von auswärtigen Kollegen und von Landespolizisten unterstützt. Ein Teil dieser Polizeikräfte waren im Bergstätter Hof in Knottenried stationiert.

### Ortsnamen im Wandel der Zeit
Knottenried:
Riet (1143), predium Riet (1153), in dem Riet (2. Hälfte des 13. Jhd.), Clottenried (1275), predium de Knottenunrieht (1278), Knottenriet (1353) – Rodung eines Knodo
Reute:
in der Ruoti (2. Hälfte des 13. Jahrhunderts), in der Rüti (1451), in der Reuthin (1567), in der Reute (1676), auf der Reite (1792) – Rodung

## Wappen
Das Pfarrdorf Knottenried und der Weiler Reute führen ein gemeinsames Wappen.
Blasonierung: „In Silber unter vier golden-bebutzten blauen Flachsblüten drei grüne Berge, je mit einem schwarzen Heinzen (Heureiter) besteckt.“
Wappenbegründung: Die Heinzen sind Holzgestelle, auf denen vor dem Aufkommen von maschinenunterstützter Landwirtschaft frisch geschnittenes, abgetrocknetes Gras zum vollständigen Trocknen aufgehängt wurde stehen somit für die landschaftsprägende Grünlandbewirtschaftung. Die Flachsblüten erinnern an den bis Ende des 18. Jhd. florierenden Flachsanbau, die Flachsverarbeitung und den Handel mit den Leinwänden. Auf die heutige Zeit interpretiert, stehen die Flachsblüten stellvertretend für die Landwirtschaft, das Handwerk und den Handel/Dienstleistungen. Diese Wirtschaftszweige sind in Knottenried-Reute vertreten. Die blauen Flachsblüten und der grüne Schildfuß stehen gemeinsam für den Wandel vom blauen Allgäu (Flachsanbau) zum grünen Allgäu (Grünlandbewirtschaftung/Milchwirtschaft). Das „Weiß“ (heraldisch Silber) erinnert das weiße Leinen sowie die Milch. Der grüne Dreiberg symbolisiert die Bergstätte, das Hügelland nördlich von Immenstadt, in welchem Knottenried-Reute liegt.
Das Wappen des nicht selbstständigen Ortsteils wurde am 26. Oktober 2021 in die Deutsche Ortswappenrolle unter der Nr. 87BY aufgenommen. Gestiftet wurde es von der Dorfgemeinschaft Knottenried-Reute e. V. und wird als Symbol der örtlich-lokalen Identität außerhalb von Amtshandlungen geführt.

## Infrastruktur

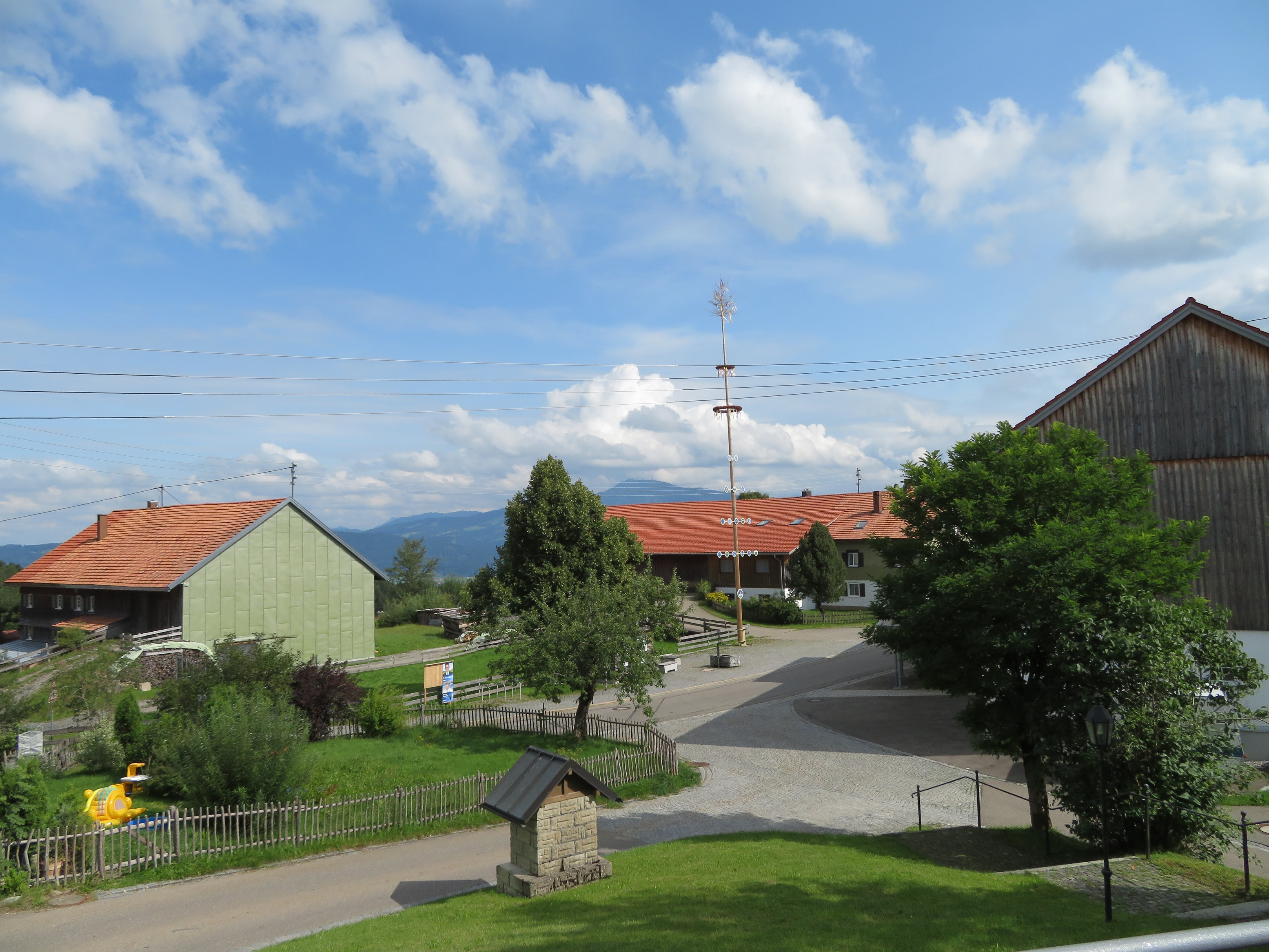
Dorfplatz mit Maibaum

### Grundversorgung
Am 18. November 1905 wurde in Knottenried die gemeindliche, öffentliche Telefonstelle im Gasthaus „Zur Rose“ dem Verkehr übergeben. Im September 2022 wurde in Knottenried der erste Funkmast errichtet, welcher aus dem Mobilfunk-Förderprogramm des bayerischen Wirtschaftsministeriums bezuschusst wurde. Bei dem Ortstermin zur offiziellen Übergabe der Baugenehmigung war auch der bayerische Wirtschaftsminister Hubert Aiwanger anwesend. Der Breitbandausbau in Knottenried und Reute wurde im Zeitraum 2018–2023 realisiert.
Die Elektrifizierung der Ortschaften Knottenried und Reute erfolgte 1921. Im Jahre 2012 wurde der Vorentwurf vom Regionalen Planungsverband Allgäu, der für die Nutzung von Windenergie geeignete Flächen aufzeigt, kontrovers diskutiert. Unter anderem kamen dafür zwei Bereiche nahe Knottenried infrage, wo sieben 200 Meter hohe Windräder entstehen könnten. Die Bürgerinitiative Bergstätt Alpsee argumentierte dagegen, dass Windkraftanlagen das „einzigartige und absolut schützenswerte Landschaftsbild“ zerstören und somit dem Tourismus als wichtigem Wirtschaftsfaktor schaden würde. In den Jahren von 2019 bis 2020 erfolgte ein umfassender Umbau der örtlichen Stromversorgung, in deren Zuge die Gebäude in Knottenried eine Erdverkabelung erhielten.
Von 1965 bis 1969 wurden die Anwesen in Knottenried und Reute an die zentrale Wasserversorgung der Bergstätt-Iller-Gruppe angeschlossen.
Die von 1983 bis 1984 durchgeführte Flurbereinigung sorgte u. a. für neue Hofzufahrten.
1989 wurde für die Abwässer des Dorfes Knottenried ein Klärteich angelegt. Der Anschluss der Ortschaften Knottenried und Reute an das Gruppenklärwerk des Abwasserzweckverbandes Obere Iller erfolgte 1995. Der Klärteich wurde 2014 renaturiert.
Um der gestiegenen Einwohnerzahl gerecht zu werden, wurde 2011 der kirchliche Friedhof erweitert. Im Jahre 2018 wurde auf der Erweiterungsfläche ein Leichenhaus errichtet. Der Dorfplatz und die Friedhofsmauer wurde im Zuge der Dorferneuerung von 2002 bis 2019 saniert.

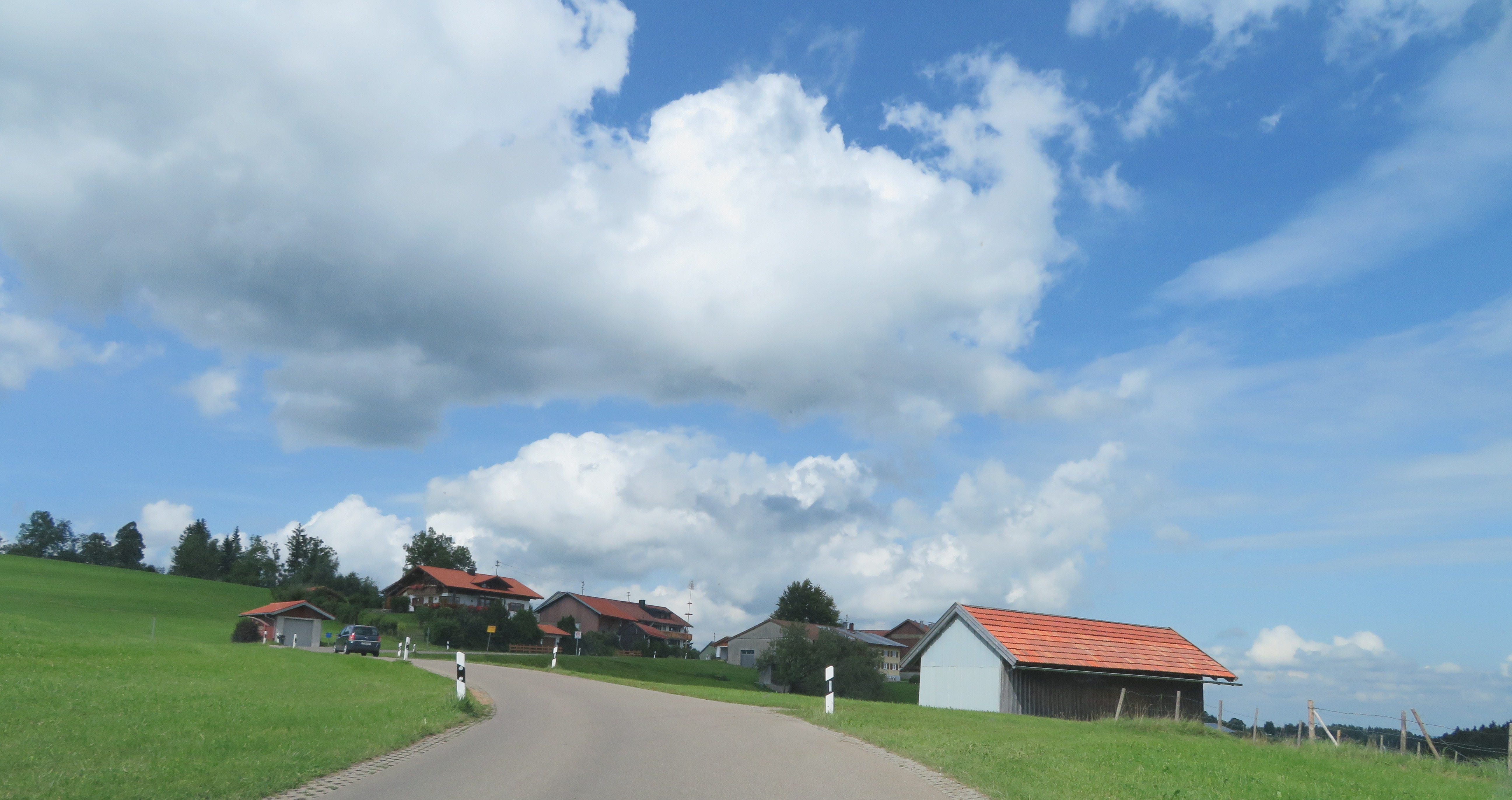
Knottenried von Süden

### Verkehr
Die Ortschaften Knottenried und Reute sind über Gemeindeverbindungsstraßen an das überörtliche Straßennetz angebunden. Die Gemeindestraße von Knottenried nach Diepolz wurde von 1905 bis 1906 von italienischen Arbeitern gebaut.
Die Kreisstraße OA22 von Niedersonthofen nach Missen zweigt in Diepolz nach Knottenried in Freundpolz nach Reute ab. Die Straße zwischen Freundpolz und Reute ist nur für den Anliegerverkehr freigegeben und im Winter gesperrt.
Die Staatsstraße 2006 von Sibratshofen nach Immenstadt zweigt am Stixner Joch nach Knottenried ab.

### Öffentlicher Personennahverkehr (ÖPNV)
Im Jahre 1949 wurde die erste Busverbindung von Diepolz über Knottenried nach Immenstadt eingerichtet. Der erste Omnibus wurde durch die Musikkapelle Diepolz an der Abzweigung der heutigen Staatsstraße 2006 in Empfang genommen und nach Knottenried geleitet.
Heute besteht die RBA-Linie 82 (Immenstadt-Seltmans) mit den Bushaltestellen Abzweigung Knottenried, Knottenried und Abzweigung Reute. Als Alternative zum eigenen Auto und als Ergänzung zum ÖPNV erhielt die Bushaltestelle Knottenried von der Stadt Immenstadt in Zusammenarbeit mit dem Regionalentwicklung Oberallgäu e.V eine Mitfahrbank. Gefördert wurde diese Aktion von dem EU-Programm Leader. An den Mitfahrbänken ist ein QR-Code für die Internetplattform „Fahrmob“ angebracht. Die Mitfahrbank ist gleichzeitig Treffpunkt für die Mitfahrplattform.
Im Oktober 2022 schlug die SPD-Kreistagsfraktion vor, eine Machbarkeitsstudie für eine Seilbahnlinie als alternatives Transportsystem zum ÖPNV in Auftrag zu geben, welche von einer noch zu bauenden Bahnstation in Seifen über Bräunlings, Akams, Knottenried, Diepolz nach Weitnau führen sollte.

### Wetterstation
Im Ortsteil Reute betreibt der Deutsche Wetterdienst die Messstelle Nr. 2405 Bei dieser Anlage handelt es sich um eine teilautomatische Niederschlagsstation.

## Freizeit

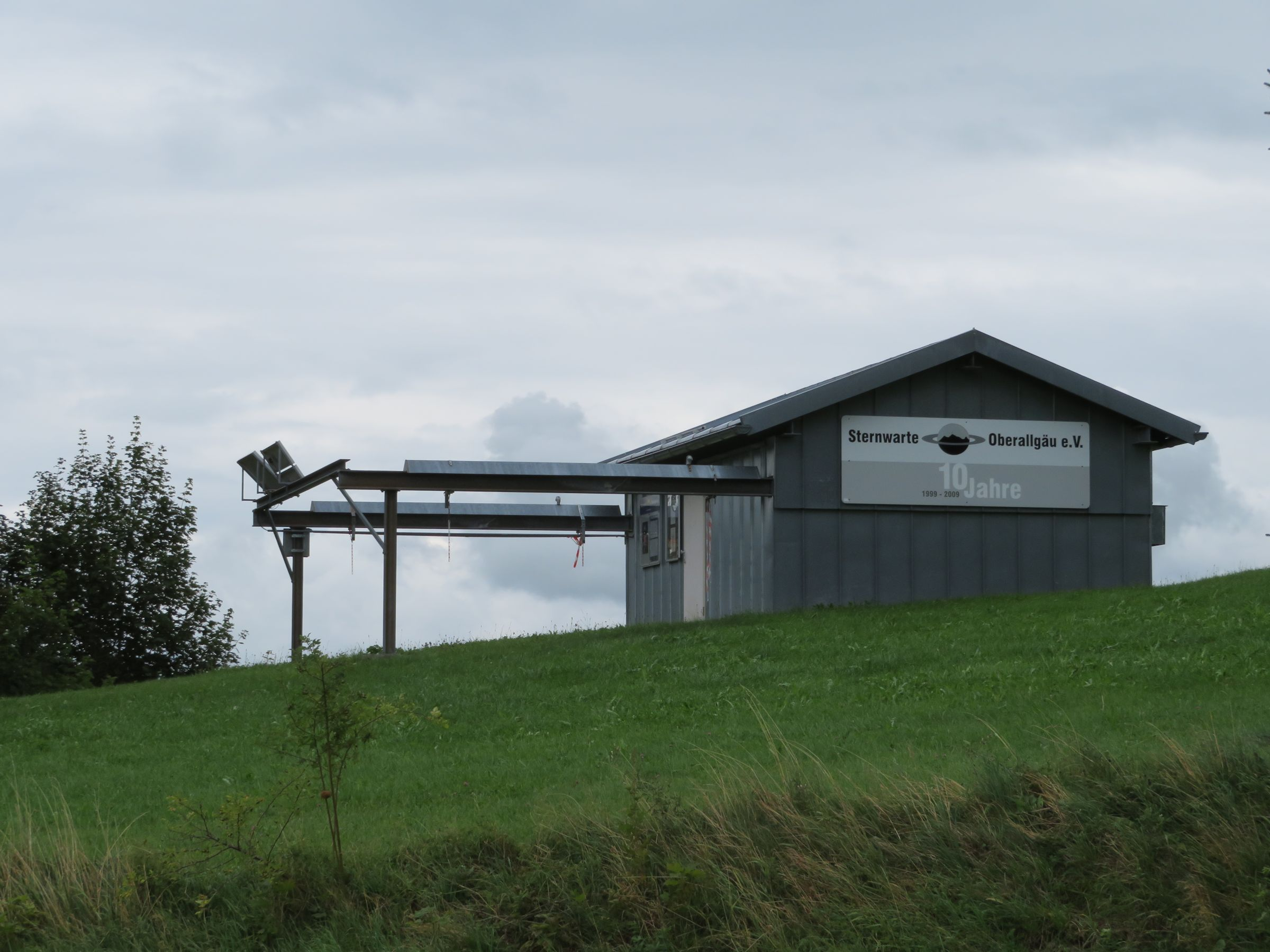
Sternwarte Knottenried

Das Langlaufparadies Knottenried-Diepolz wurde 1972 eröffnet. Seit der Wintersaison 2020/21 wird das etablierte Streckennetz als zertifiziertes Nordic Aktiv Zentrum Immenstadt beworben.
Der Verein Sternwarte Oberallgäu e. V. betreibt seit 1999 nordöstlich von Knottenried eine Sternwarte. Die Mitglieder des Vereins erhalten mit privaten Mitteln die Sternwarte und veranstalten ehrenamtlich öffentliche Beobachtungsabende.
Das Gebiet von Knottenried und Reute ist mit Wanderwegen durchzogen, welche zahlreiche Aussichtspunkte aufs Illertal und die Allgäuer Alpen bieten. In der zweiten Hälfte des 19. Jahrhunderts wurde das Gebiet von Knottenried nachweislich touristisch genutzt. So wurde in Wanderführern aus dieser Zeit die „Bergbesteigung“ auf den Hauchenberg über Knottenried und Diepolz mit „hübscher Aussicht“ und „Damen zu empfehlen“ beschrieben.
Für den maßvollen Ausbau des Tourismus und für die weitere Stadtentwicklung unter den Zeichen des Strukturwandels in der Landwirtschaft wurde Anfang der 2000er Jahre die Errichtung einer 18-Loch-Golfanlage und einem 200-Betten Hotel der gehobenen Kategorie in Knottenried angedacht.

## Kulturdenkmäler

### Bauwerke
- Kath. Pfarrkirche St. Oswald (Aktennummer D-7-80-124-56)
- Pfarrhaus Knottenried (Aktennummer D-7-80-124-57)
- Marienkapelle Reute (Aktennummer D-7-80-124-66)
- Wohnteil eines Bauernhauses in Reute (Aktennummer D-7-80-124-67)

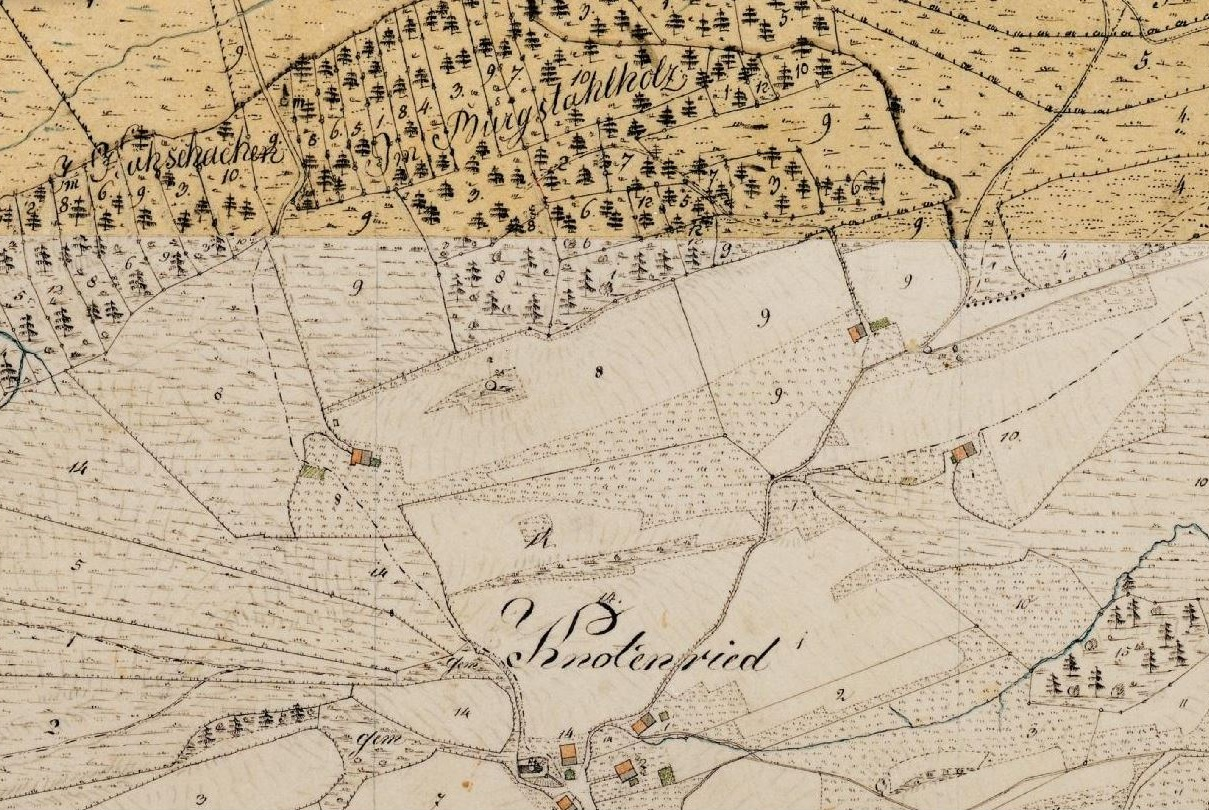
Flurbezeichnung „Burgstall“

### Bodendenkmäler
- Mittelalterliche und frühneuzeitliche Befunde im Bereich der kath. Pfarrkirche St. Oswald in Knottenried. (Aktennummer D-7-8327-0081)
- Das abfallende Gelände nördlich von Knottenried führt im amtlichen Grundbeschrieb die Flurbezeichnung „Burgstall“. Die an dieser Stelle vermutete, mehrfach in der Literatur erwähnte Fliehberge konnte jedoch bis heute nicht nachgewiesen werden.[73][74][75][76][77]
- In der Urkunde zur Vereinödung aus dem Jahre 1766 wird in Reute eine „sogenannte Burg“ erwähnt.[78] Ob es sich dabei tatsächlich um eine derartigen Anlage gehandelt hat, ist ebenso unbekannt, wie der Standort dieser Liegenschaft.

## Persönlichkeiten
In dieser Liste sind Persönlichkeiten aufgeführt, die mit der Pfarrgemeinde Knottenried in Verbindung stehen.
- Joseph Walter (* 1733 in Knottenried), Architekt und Baumeister in Langres[79][80][81]
- Josef Kollmann (* 1867 in Ichenhausen; † 1947 in Knottenried), katholischer Priester, Dichter[82][83][84]
- Max Weh (* 1902 in Reute; † 1995), Altbürgermeister, Träger des Bundesverdienstkreuzes am Bande[85]

## Ortsneckname
Ein junger Mann aus Knottenried, der schon weit in der Welt herumgekommen war, kehrte in der Zaumberger Wirtschaft ein. Er prahlte, dass er mit dem Verkauf von gefangenen Katzen an einen Fürsten im Welschland viel verdient habe. Einer, der sich aufs Katzen anlocken durch Pfeifen verstand, wollte dem Prahler eine Lehre erteilen. Als der Jüngling heim lief, schlich ihm der andere hinterher, pfiff und sogleich kamen viele Katzen, die den Prahler umringten und so bis zum nächsten Morgen festhielten. Da erst erbarmte sich der eine und der Junge konnte mehr tot als lebendig vor Angst heim nach Knottenried. Seither werden die Knottenrieder als „Katzefoachar“ („Katzenfänger“) bezeichnet.

## Humor
In Knottenried war einem Bauern, der's hatte, ein schönes Grabmal gesetzt worden. Sein Freund besah sich dieses am Sonntag sehr eingehend und äußerte dann voll Befriedigung: „Des ischt bigottlat ebbas A’gnehms, so a Grabstui‘!“. („Es ist, bei Gott, etwas Angenehmes, so ein Grabstein“)